# Gemmabryum laevigatum
Gemmabryum laevigatum là một loài Rêu trong họ Bryaceae. Loài này được (Hook. f. & Wilson) J.R. Spence & H.P. Ramsay mô tả khoa học đầu tiên năm 2005.